# Adriaan van der Laan
Pour les articles homonymes, voir Van der Laan.
Adriaan van der Laan ou Adolf van der Laan, né à la fin du XVIIe siècle et mort au milieu du XVIIIe siècle, est un dessinateur et un graveur de l'École hollandaise.

## Biographie
Adriaan van der Laan est né probablement à Utrecht en 1684 ou en 1690.
Il travaille longtemps à Paris. Il grave surtout d'après J. Glauber et Van der Meulen. Parmi ses œuvres on peut citer L'assassinat du prince d'Orange et Guillaume Ier. Il grave également un portrait de Laurens Coster, de Haarlem, à qui les Hollandais attribuent l'invention de l'imprimerie.
Adriaan van der Laan a pour élève Jan Punt (en).
Il meurt après 1755.